# Coppa Italia 2020-2021 (pallamano maschile)
La Coppa Italia di pallamano 2020-2021 è stata la 36ª edizione della coppa nazionale di pallamano maschile.
La manifestazione si è tenuta dal 12 al 14 febbraio al Pala Cotonella di Salsomaggiore Terme (PR).
A vincere il trofeo è stato il Conversano, per la sesta volta nella sua storia, in finale contro il Cassano Magnago.

## Formula
Il torneo si disputa con la formula delle Final Eight. Le otto squadre ammesse sono le prime otto classificate al termine del girone d'andata della Serie A 2020-21. Qualora la società ospitante non rientrasse fra le prime otto classificate, saranno qualificate alla competizione solo le prime sette.
La vincitrice della manifestazione si aggiudica un posto in EHF European Cup per la stagione successiva. Nel caso la vincitrice si sia già qualificata per qualsiasi coppa europea durante il campionato, la qualificazione viene assegnata alla finalista.

## Copertura mediatica
Per la copertura mediatica la Federazione ha raggiunto accordi con le emittenti Eleven Sports e Sky Sport: i quarti di finale, le semifinali e la finalina saranno in esclusiva sul sito streaming di Eleven Sports, mentre la finale sarà in diretta su Sky Sport Arena.

## Squadre partecipanti
Il 10 febbraio la settima classificata, la Junior Fasano, è costretta a rinunciare alla partecipazione a causa della quarantena disposta dalle autorità sanitarie pugliesi per la positività al tampone di diversi membri del gruppo squadra. In loro sostituzione è ammesso il Meran, squadra posizionatasi al nono posto al termine del girone d'andata
- Prima classificata: Pallamano Conversano 1973
- Seconda classificata: Raimond Sassari
- Terza classificata: EGO Siena
- Quarta classificata: Pallamano Pressano
- Quinta classificata: SSV Bozen Loacker
- Sesta classificata: Cassano Magnago Handball Club
- Settima classificata: Pallamano Junior Fasano
- Ottava classificata: SSV Brixen Handball
- Nona classificata: Alperia Meran Handball

## Arbitri e commissari
Nell'ambito del weekend di Final di Coppa Italia maschile e femminile sono state designate 8 coppie arbitrali, coadiuvate da altrettanti commissari.

### Arbitri
| Arbitro           | Città                    | Arbitro            | Città          |
| ----------------- | ------------------------ | ------------------ | -------------- |
| Francesco Simone  | Altamura (BA)            | Piero Monitillo    | Altamura (BA)  |
| Marco Di Domenico | Merano (BZ)              | Lorenzo Fornasier  | Merano (BZ)    |
| Carlo Dionisi     | L'Aquila                 | Stefano Maccarone  | L'Aquila       |
| Ciro Cardone      | Napoli                   | Luciano Cardone    | Napoli         |
| Stefano Riello    | Torri di Quartesolo (VI) | Niccolò Panetta    | Perinaldo (IM) |
| Angelo Castagnino | Siracusa                 | Sebastiano Manuele | Siracusa       |
| Alex Passeri      | Pescara                  | Stefano Rinaldi    | Pescara        |
| Carmen Onnis      | Sassari                  | Andrea Pepe        | Sassari        |

### Commissari
| Commissario         | Città                |
| ------------------- | -------------------- |
| Vincenzo Ardente    | Porto Empedocle (AG) |
| Pierluigi Boscia    | Napoli               |
| Vincenzo Chiarello  | Palermo              |
| Andrea Cioni        | Bologna              |
| Riccardo Cozzula    | Sassari              |
| Dario Fabbian       | Gallarate (VA)       |
| Giuseppe Nasca      | Sassari              |
| Leandro Pietraforte | Napoli               |

## Risultati

### Tabellone
|  | Quarti di finale      | Quarti di finale      |                       |         | Semifinali                | Semifinali                |  |  | Finale                | Finale |
|  |                       |                       |                       |         |                           |                           |  |  |                       |        |
|  | 12 febbraio, h. 20:00 |                       |                       |         |                           |                           |  |  |                       |        |
|  |                       |                       |                       |         |                           |                           |  |  |                       |        |
|  | Conversano            | 36                    |                       |         |                           |                           |  |  |                       |        |
|  | Conversano            | 36                    | 13 febbraio, h. 20:00 |         |                           |                           |  |  |                       |        |
|  | Meran                 | 30                    |                       |         |                           |                           |  |  |                       |        |
|  | Meran                 | 30                    | Conversano            | 23      |                           |                           |  |  |                       |        |
|  | 12 febbraio, h. 12:00 |                       | Conversano            | 23      |                           |                           |  |  |                       |        |
|  |                       | Pressano              | 20                    |         |                           |                           |  |  |                       |        |
|  | Pressano              | Pressano              | 20                    | 32      |                           |                           |  |  |                       |        |
|  | Pressano              |                       | 14 febbraio, h. 18:00 | 32      |                           |                           |  |  |                       |        |
|  | Bozen                 | 24                    |                       |         |                           |                           |  |  |                       |        |
|  | Bozen                 | 24                    | Conversano            | 29      |                           |                           |  |  |                       |        |
|  | 12 febbraio, h. 18:00 |                       | Conversano            | 29      |                           |                           |  |  |                       |        |
|  |                       | Cassano Magnago       | 27                    |         |                           |                           |  |  |                       |        |
|  | Sassari               | Cassano Magnago       | 27                    | 26      |                           |                           |  |  |                       |        |
|  | Sassari               | 13 febbraio, h. 16:00 |                       | 26      |                           |                           |  |  |                       |        |
|  | Brixen                | 23                    |                       |         |                           |                           |  |  |                       |        |
|  | Brixen                | 23                    | Sassari               | 23      | Finale per il terzo posto | Finale per il terzo posto |  |  |                       |        |
|  | 12 febbraio, h. 16:00 |                       | Sassari               | 23      | Finale per il terzo posto | Finale per il terzo posto |  |  |                       |        |
|  |                       | Cassano Magnago       | 24                    |         |                           |                           |  |  |                       |        |
|  | Siena                 | Cassano Magnago       | 24                    | 26      | Pressano                  | 31                        |  |  |                       |        |
|  | Siena                 |                       |                       | 26      | Pressano                  | 31                        |  |  |                       |        |
|  | Cassano Magnago       | 27                    |                       | Sassari | 29                        |                           |  |  |                       |        |
|  | Cassano Magnago       | 27                    |                       |         | 29                        |                           |  |  |                       |        |
|  |                       |                       |                       |         |                           |                           |  |  | 14 febbraio, h. 12:00 |        |
|  |                       |                       |                       |         |                           |                           |  |  |                       |        |

### Quarti di finale
| Arbitri: | Carlo Dionisi (L'Aquila) Stefano Maccarone (L'Aquila) |

|           |           |               |
| Dallago 9 | Marcatori | 3 giocatori 4 |

| Arbitri: | Stefano Riello (Torri di Quartesolo) Niccolò Panetta (Perinaldo) |

|        |           |            |
| Kasa10 | Marcatori | Moretti 16 |

| Arbitri: | Francesco Simone (Altamura) Piero Monitillo (Altamura) |

|                   |           |                   |
| Taurian, Vieyra 5 | Marcatori | Čutura, Pivetta 6 |

| Arbitri: | Ciro Cardone (Napoli) Luciano Cardone (Napoli) |

|            |           |               |
| Rossetto 9 | Marcatori | 3 giocatori 6 |

### Semifinali
| Arbitri: | Marco Di Domenico (Merano) Lorenzo Fornasier (Merano) |

|          |           |           |
| Nardin 7 | Marcatori | Moretti 7 |

| Arbitri: | Angelo Castagnino (Siracusa) Sebastiano Manuele (Siracusa) |

|            |           |            |
| Radovčić 9 | Marcatori | Moser M. 5 |

### Finale 3º posto
| Arbitri: | Stefano Riello (Torri di Quartesolo) Niccolò Panetta (Perinaldo) |

|            |           |         |
| Moser M. 7 | Marcatori | Brzić 8 |

### Finale
| Arbitri: | Carlo Dionisi (L'Aquila) Stefano Maccarone (L'Aquila) |

|            |           |           |
| Rossetto 7 | Marcatori | Moretti 5 |